# Whispered
Whispered est un groupe de death metal mélodique finlandais, originaire de Riihimäki. Le groupe est initialement formé en 2001 sous le nom de Zealot, puis change de nom en 2004 pour Whispered. Le groupe s'inspire principalement du folklore japonais et des légendes ornant ce dernier.

## Biographie
Le groupe est formé par Jouni Valjakka en 2001. Fortement intéressé par la culture japonaise, l'idée de base est de créer un groupe mêlant le metal et la culture japonaise, afin de proposer quelque chose de « frais et différent », selon les propos de Jouni. Après la formation du groupe, celui-ci publie une démo, Bloodthroned, en 2004, année où le changement de nom s'opère. 
Après le changement de nom, Whispered publie deux nouvelles démos, Blindfold en 2006 et Wrath of Heaven en 2007. Courant 2009, le groupe signe un contrat avec le label Redhouse Finland Music Publishing qui lui permet de sortir le 10 février 2010 son premier album, Thousand Swords. 
Quatre ans plus tard, le 7 février 2014, le groupe sort son deuxième album, Shogunate Macabre. Il s'ensuit un troisième opus, Metsutan - Songs of the Void, sorti le 20 mai 2016. Ce dernier est salué par la critique, qualifiant cet album comme « le plus abouti de sa discographie ». 
Le 14 août 2017, ils annoncent partir en tournée avec Black Therapy et Wintersun, ce dernier étant en tête d'affiche, avec une première date le 2 septembre 2017 à Jyväskylä et des passages par des villes comme Kiev, Budapest, Colmar ou bien Bologne. À la suite de la tournée, le groupe annonce le départ de son batteur Jussi Kallava.   

## Membres

### Membres actuels
- Jouni Valjakka - chant, guitare (depuis 2001)
- Mikko Mattila - guitare, chœurs, shamisen (depuis 2014)
- Kai Palo - basse, chœurs  (depuis 2014)

### Anciens membres
- Kopone - basse (2001-2006)
- Atte Pesonen - batterie (2001-2006)
- Pyrypekka « Peppe » Ruponen - guitare, chœurs (2001-2014)
- Mika Karjalainen - claviers (2001-2012)
- Valtteri Arvaja - basse, chœurs (2006-2011)
- Toni Pöllänen - batterie (2006-2010)
- Jaako Nylund - batterie (2010-2011)
- Jussi Kallava - batterie, chœurs (2011-2017)